# Tempera

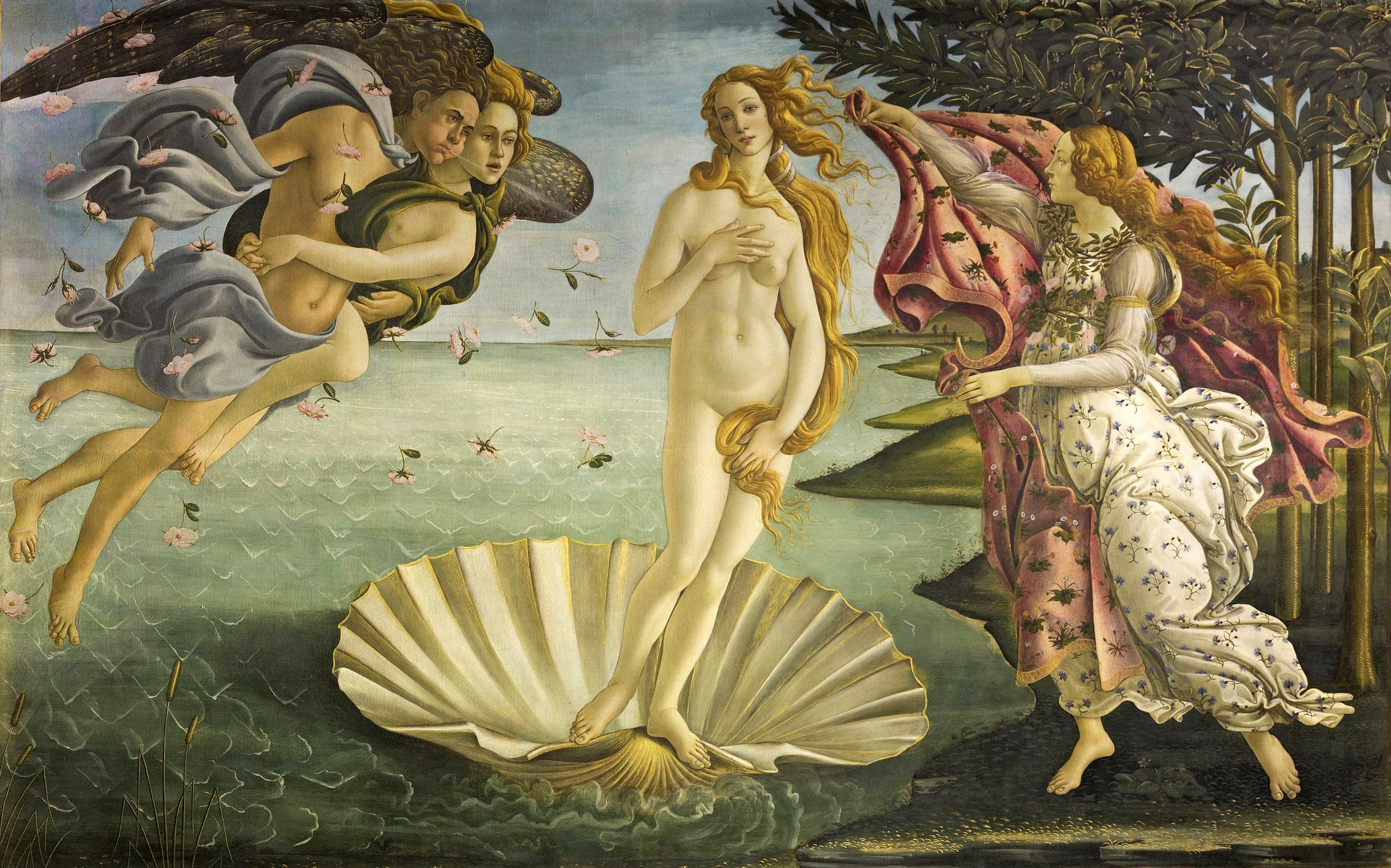
Botticelli, Nașterea lui Venus, exemplu clasic de tempera pe panel de lemn.

Tempera este un mediu de pictură permanent și cu uscare rapidă format din pigmenți amestecați cu un liant solubil în apă (de obicei un material vâscos cum ar fi gălbenușul de ou). Tempera se referă și la picturile realizate prin această tehnică. Picturile tempera au o durată lungă de viață, existând exemple din secolul I e.n. Tempera cu ou a fost o tehnică principală de pictură până după anul 1500 când a fost înlocuită cu pictura în ulei dar a început să fie reutilizată în secolul al XX-lea.

## Istoric
Picturi tempera au fost identificate în decorațiunile de pe sarcofage în Egiptul Antic. O tehnică înrudită a fost utilizată și în picturile din antichitate și medievalul timpuriu identificate în câteva peșteri și temple sculptate în stâncă din India. Artă de calitate înaltă cu ajutorul temperei a fost creată în Peșterile Bagh între sfârșitul secolului al IV-lea și secolul al X-lea iar în secolul al VII-lea în adăpostul de piatră Ravan Chhaya din Orissa.
Această tehnică artistică era cunoscută încă din lumea clasică unde se pare că a înlocuit pictura encaustică și a fost principalul mediu utilizat pentru pictura pe panel și pentru anluminuri în Bizanț și în Europa medievală și renascentist timpurie. Pictura în tempera a fost principalul mediu de pictură pe panel pentru aproape fiecare pictor din Europa medievală și renascentist timpurie până la 1500. De exemplu, fiecare pictură pe panel realizată de Michelangelo a fost executată prin tehnica temperei cu ou.
Pictura în ulei, care este posibil să fi apărut în Afganistan între secolele al V-lea și al IX-lea și a migrat spre est în epoca medievală, avea să înlocuiască tempera. Uleiul a înlocuit tempera ca principalul mediu de pictură pentru realizarea operelor de artă în secolul al XV-lea în pictura olandeză timpurie din nordul Europei. În jurul anului 1500 uleiul a înlocuit total tempera în Italia. Pictura în tempera încă este utilizată în Grecia și în Rusia unde este mediul necesar pentru realizarea icoanelor ortodoxe.

## Tehnică
În mod tradițional tempera este creată manual prin amestecul pigmenților cu un mediu cum ar fi ou, lipici, miere, apă sau lapte (sub formă de cazeină).
Pictura tempera începe prin plasarea unei cantități mici de pastă de pigment pe o paletă, farfurie sau vas și adăugând un volum aproape egal de liant după care se amestecă. Unii pigmenți necesită o cantitate mai mare de lianți, alții o cantitate mai mică. Sunt adăugate și câteva picături de apă distilată. Apoi liantul (emulsia de ou) este adăugată în cantități treptate pentru a obține transparența dorită. Cu cât se adaugă mai multă emulsie de ou cu atât culoarea este mai transparentă.

### Tempera cu ou
Cea mai frecvent folosită tehnică de tempera este cea cu ou. Pentru această formă, de cele mai multe ori, doar gălbenușul de ou este utilizat; albușul și coaja sunt eliminate. Gălbenușul de ou nu este niciodată utilizat singur cu pigmentul; se usucă aproape imediat și crapă când este uscat. Întotdeauna se adaugă un agent în proporții variabile. O rețetă cere oțet (în proporții de 1:1), alte rețete cer vin alb (o parte gălbenuș, două părți vin alb). Unele școli de tempera cu ou utilizează diferite amestecuri de gălbenuș cu apă.
Amestecul trebuie să fie constant ajustat pentru a păstra un echilibru între consistențele "grase" și "apoase" prin reglarea cantității de gălbenuș sau apă. Pe măsură ce tempera se usucă artistul va adăuga mai multă apă pentru a păstra consistența și pentru a echilibra îngroșarea gălbenușului la contactul cu aerul. Odată preparată vopseaua nu poate fi depozitată. Tempera cu ou este rezistentă la apă dar nu impermeabilă.
Alte amestecuri folosesc albușul de ou sau oul întreg pentru efecte diferite. Mediul poate fi modificat și cu ajutorul unor alți aditivi cum ar fi uleiul sau emulsorii de ceară.
Tempera cu ou nu este o vopsea flexibilă și necesită panouri rigide; pictura pe pânză va determina crăparea iar culoarea va cădea.

### Pigmenți
O parte dintre pigmenții utilizați de pictorii medievali, cum ar fi cinabrul (conține mercur), auripigmentul (conține arsen) sau alb de plumb (conține plumb), sunt foarte toxici. Majoritatea artiștilor de astăzi utilizează pigmenți sintetici moderni care sunt mai puțin toxici dar au aceleași proprietăți ca și pigmenții tradiționali. Totuși, mulți (dacă nu majoritatea) dintre pigmenții moderni sunt încă toxici dacă nu se iau măsuri speciale de siguranță. Acestea includ păstrarea umedă a pigmenților pentru a evita inhalarea prafului.

### Aplicare
Vopseaua tempera se usucă rapid. În general este aplicată în straturi subțiri, transparente sau semi-opace. Vopseaua tempera permite precizie ridicată când sunt utilizate tehnicile tradiționale. Când se usucă are un finisaj fin și mat. Deoarece nu poate fi aplicată în straturi groase ca și culorile de ulei, culorile tempera rareori au saturația adâncă de culoare pe care o ating picturile în ulei. Din acest motiv culorile unui tablou în tempera nevernisat se aseamănă cu un pastel, deși culorile devin mai închise după ce se aplică vernisul. Pe de altă parte, culorile tempera nu se modifică în timp, spre deosebire de culorile de ulei care devin mai închise, mai gălbui și mai transparente pe măsură ce se învechesc.

## Exemple

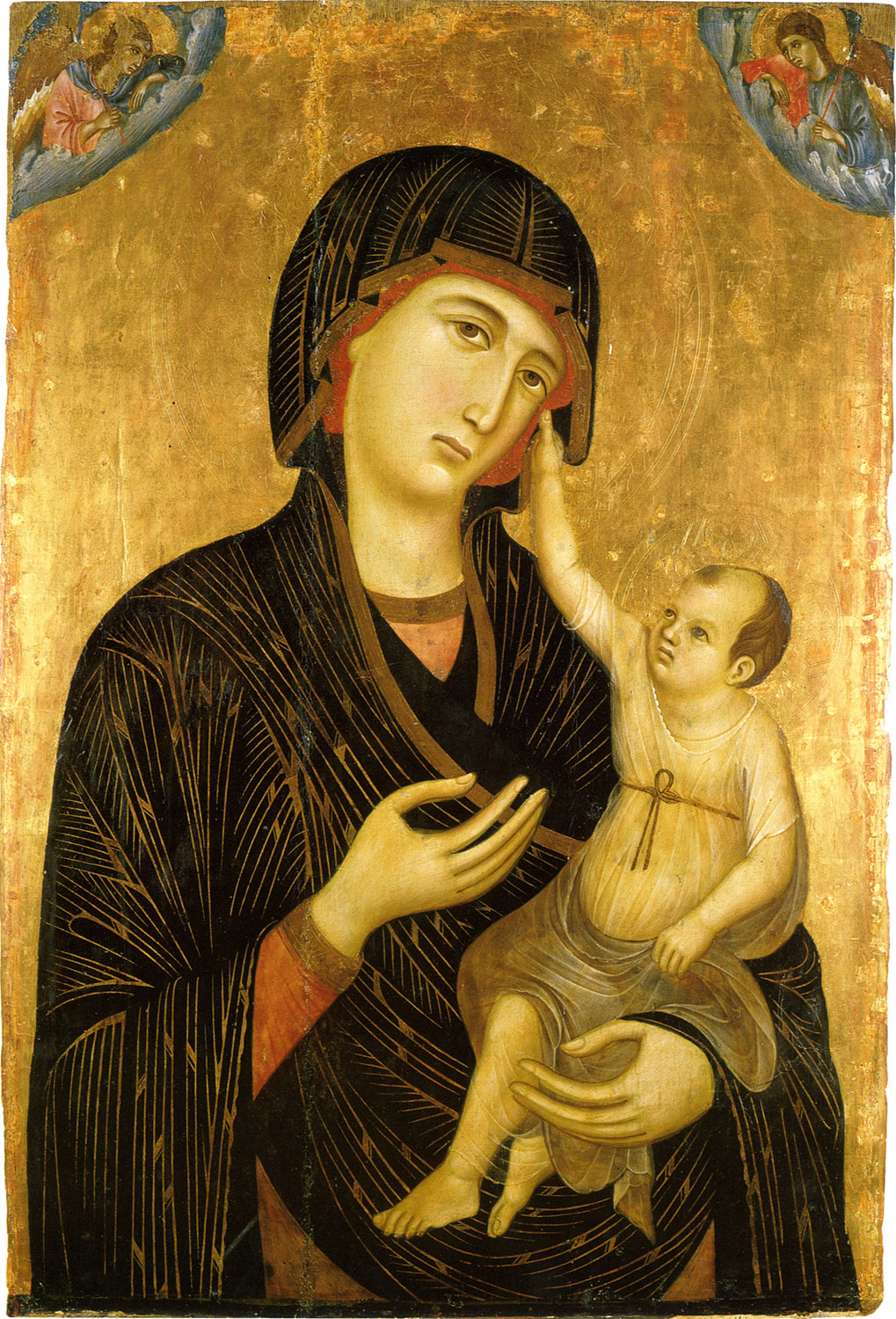
Duccio, Fecioara cu pruncul (1284)
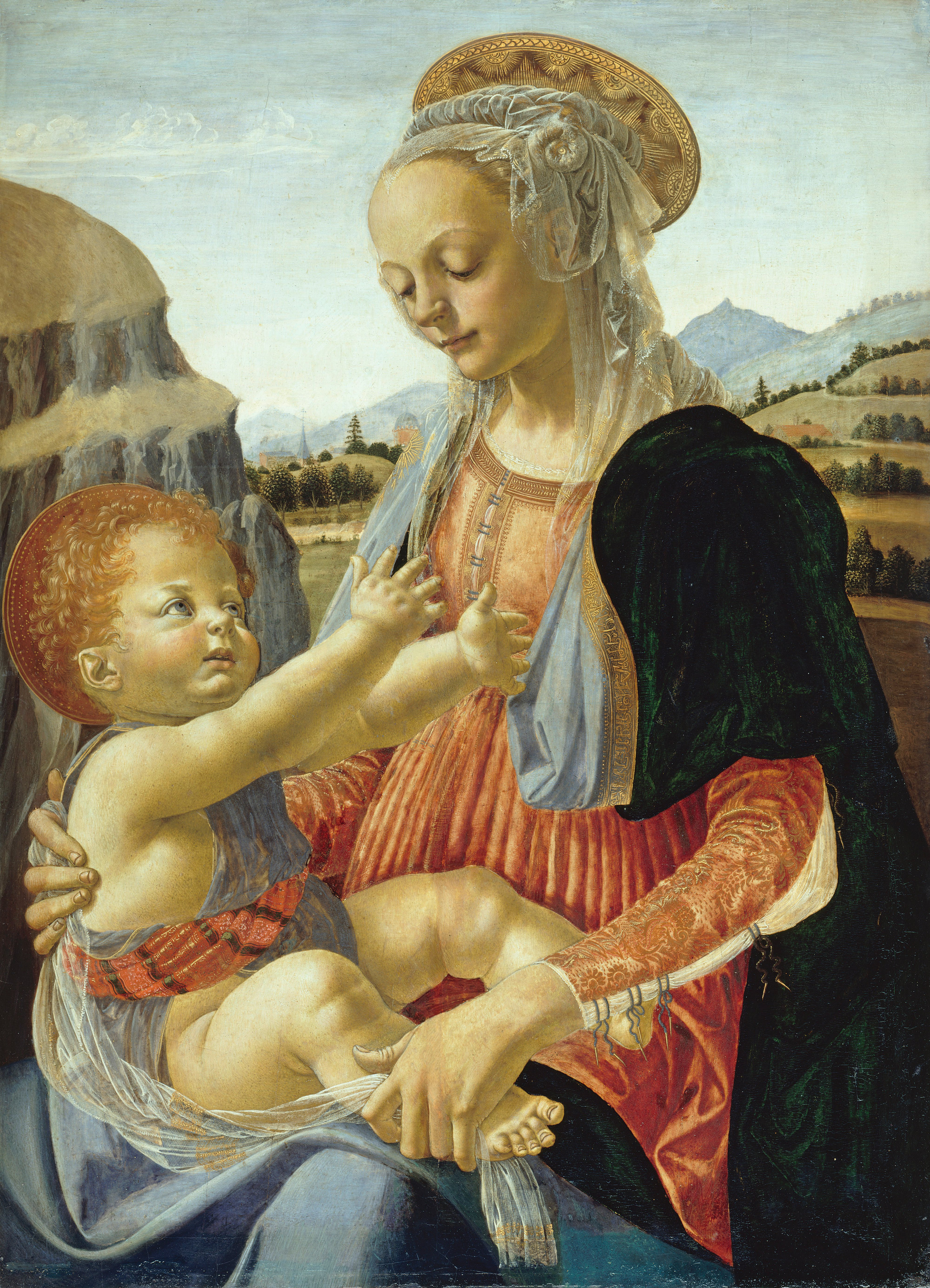
Verrocchio, Fecioara cu pruncul (1466-1470)
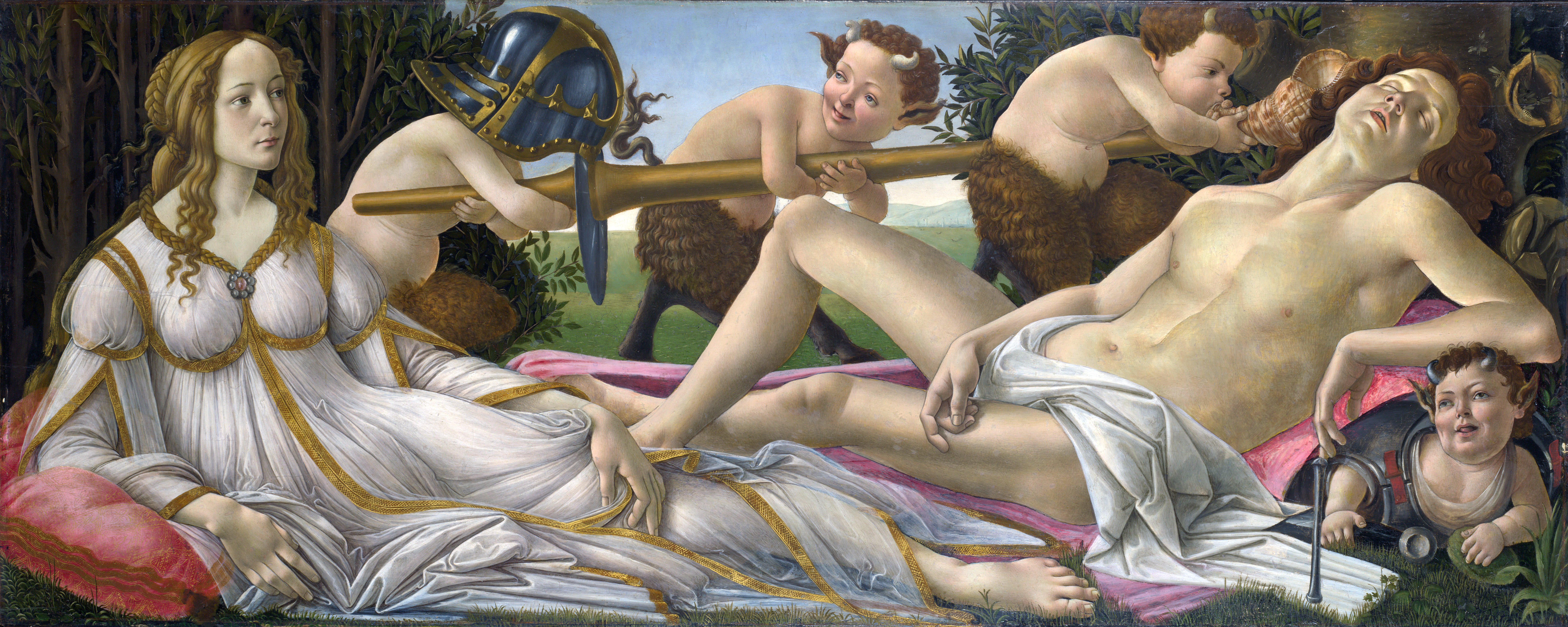
Botticelli, Venus și Marte (c. 1483)
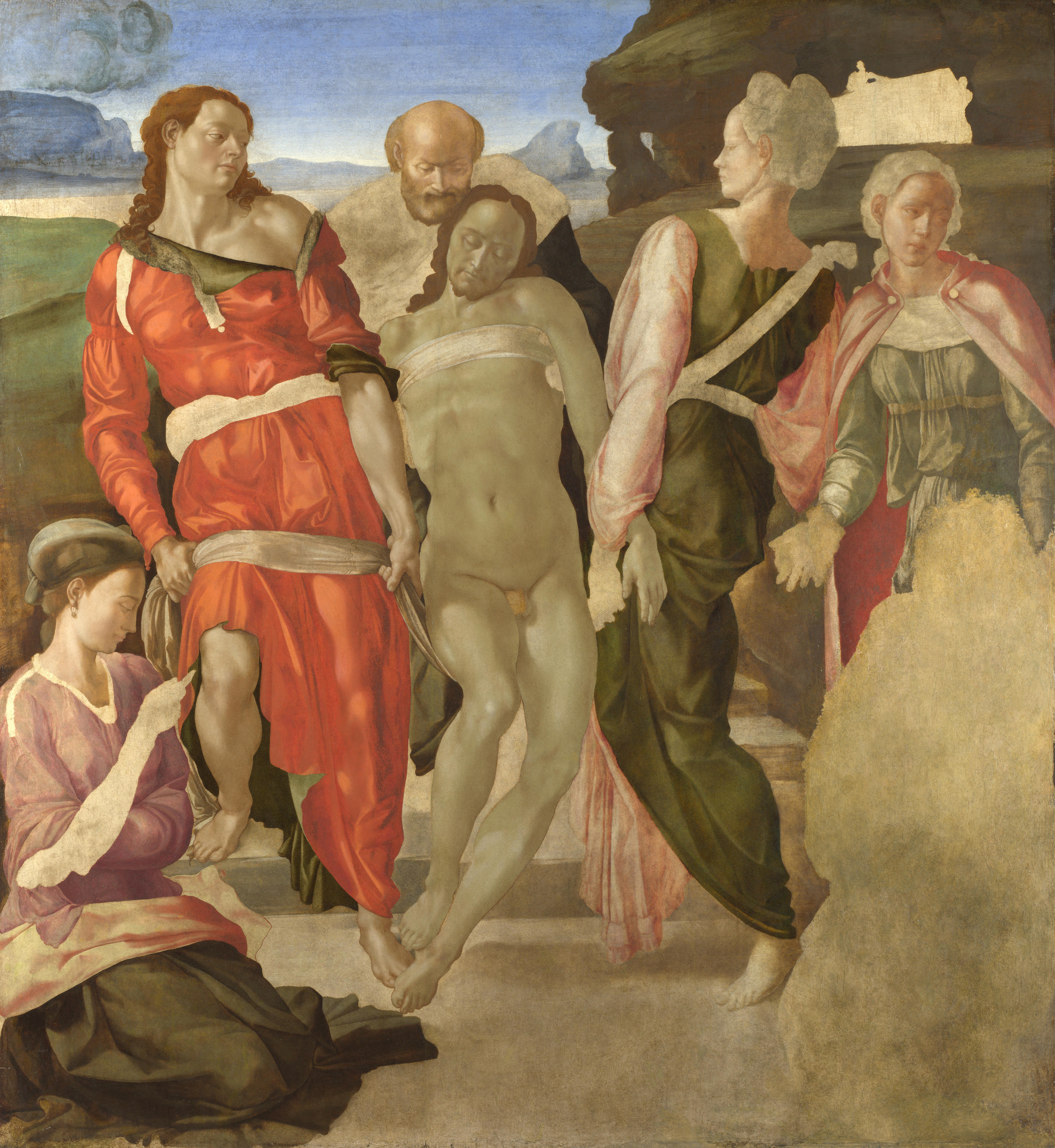
Michelangelo, Punerea în mormânt (1500-1501, neterminat)
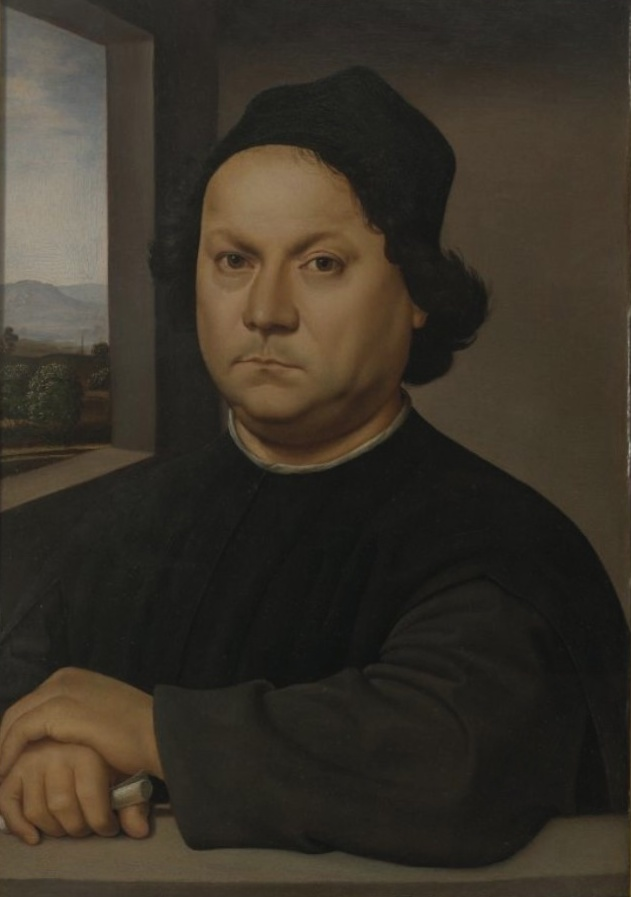
Rafael, Portretul lui Perugino (1503)
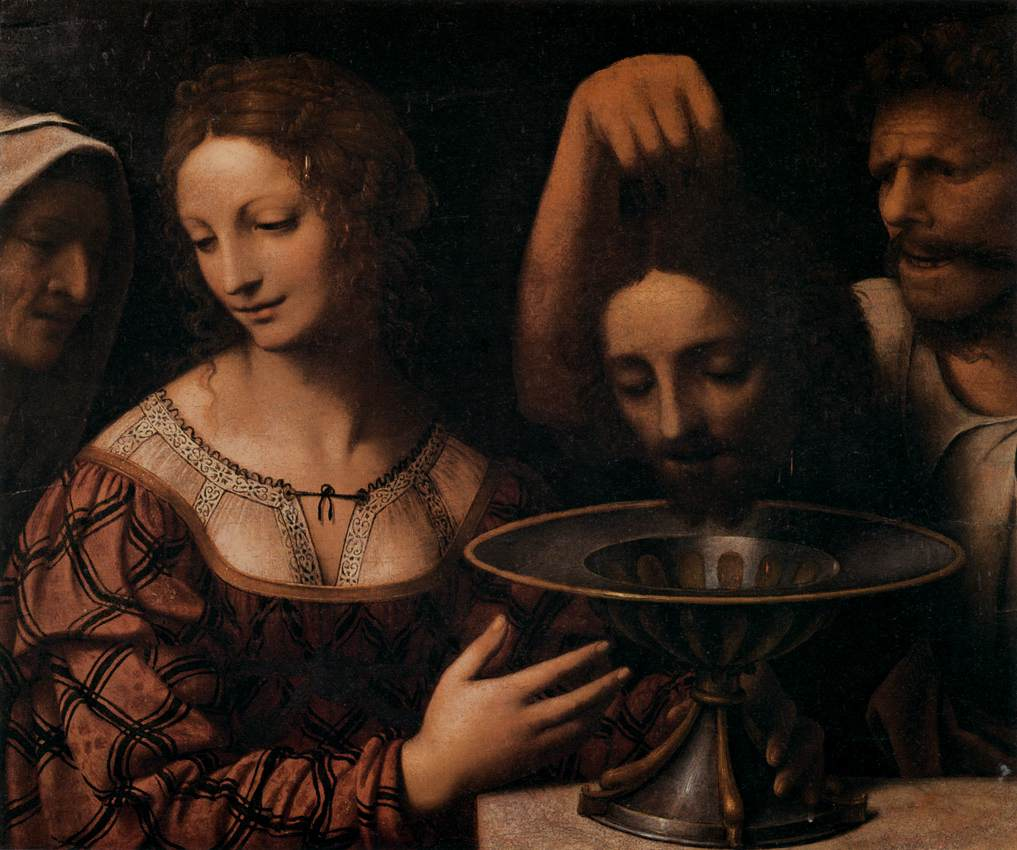
Luini, Salomeea (1527-1532)
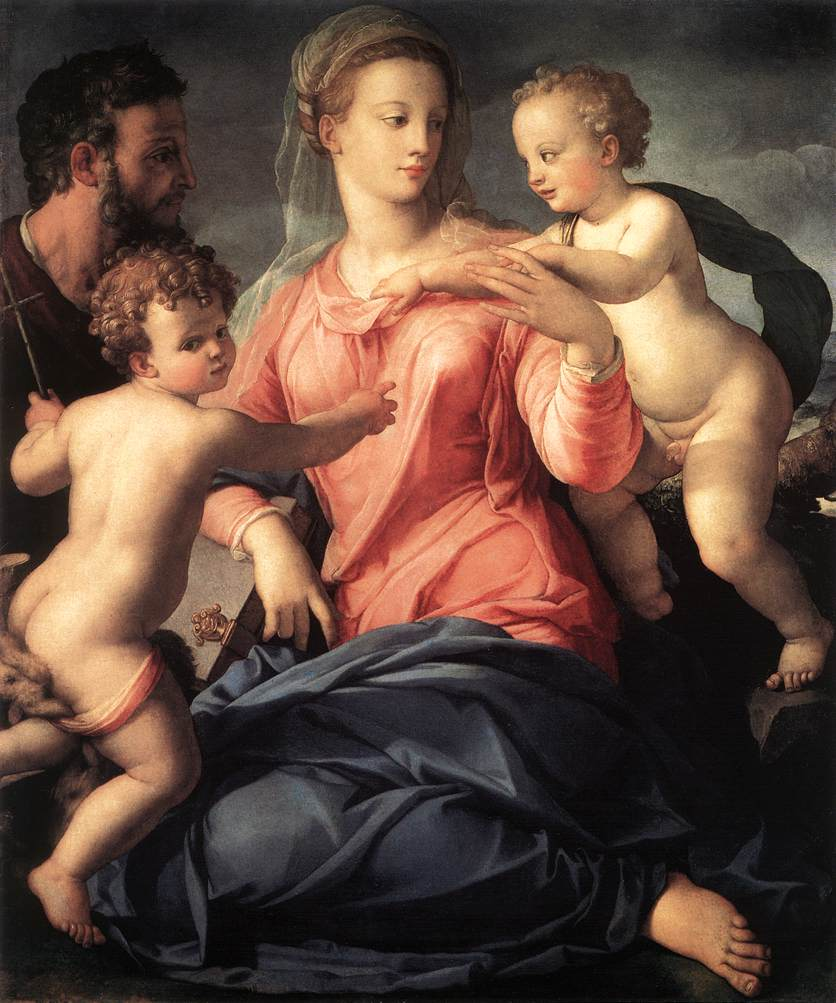
Bronzino, Familia Sfântă (1555-1560)
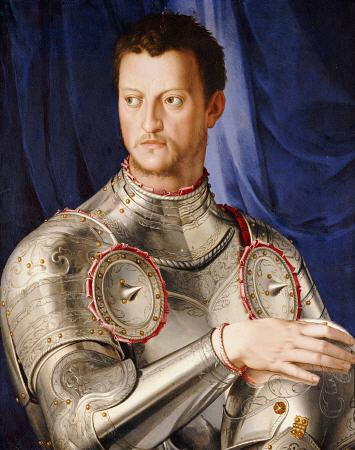
Bronzino, Portretul lui Cosimo I de Medici (1545)
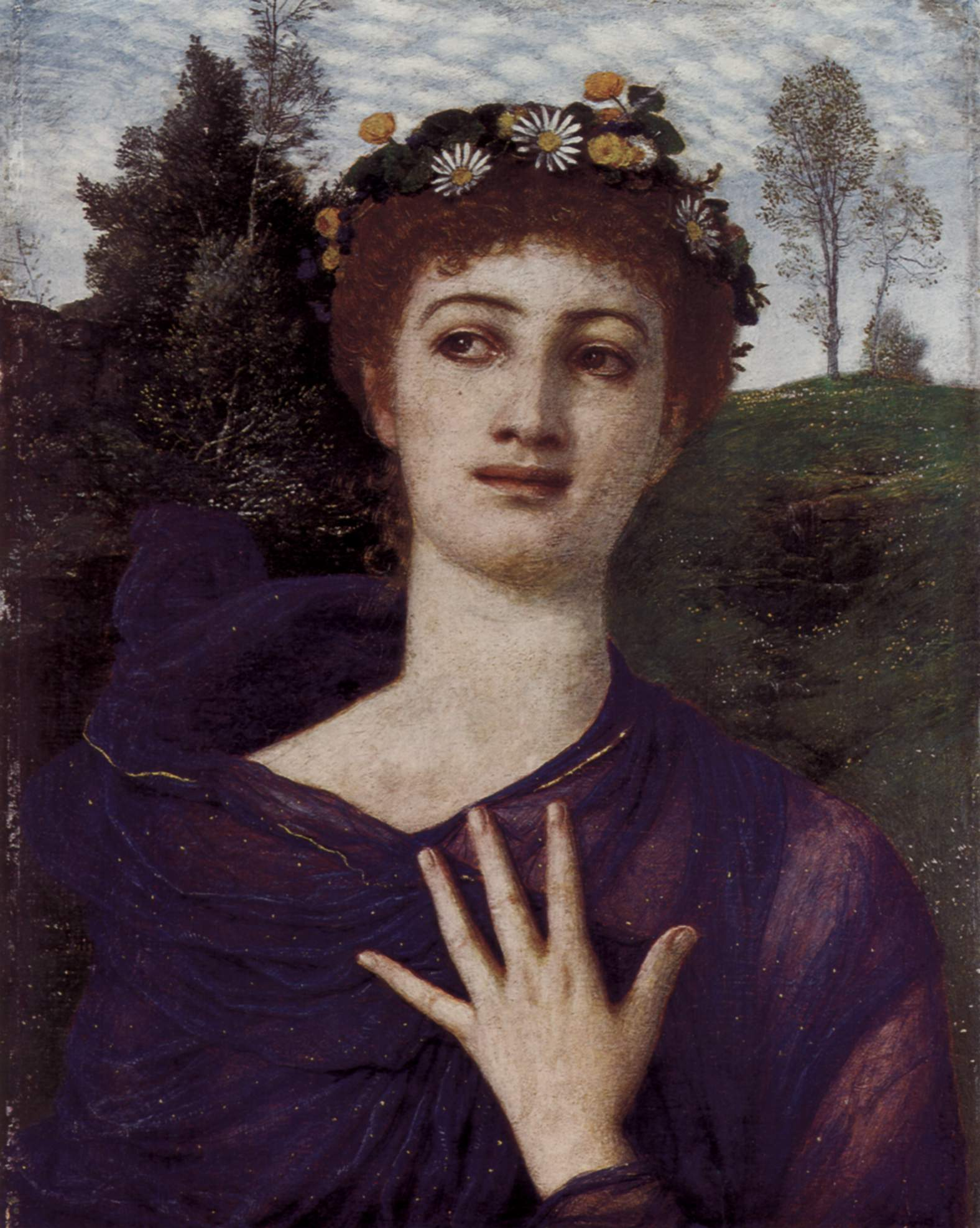
Böcklin, Primăvara (1875)
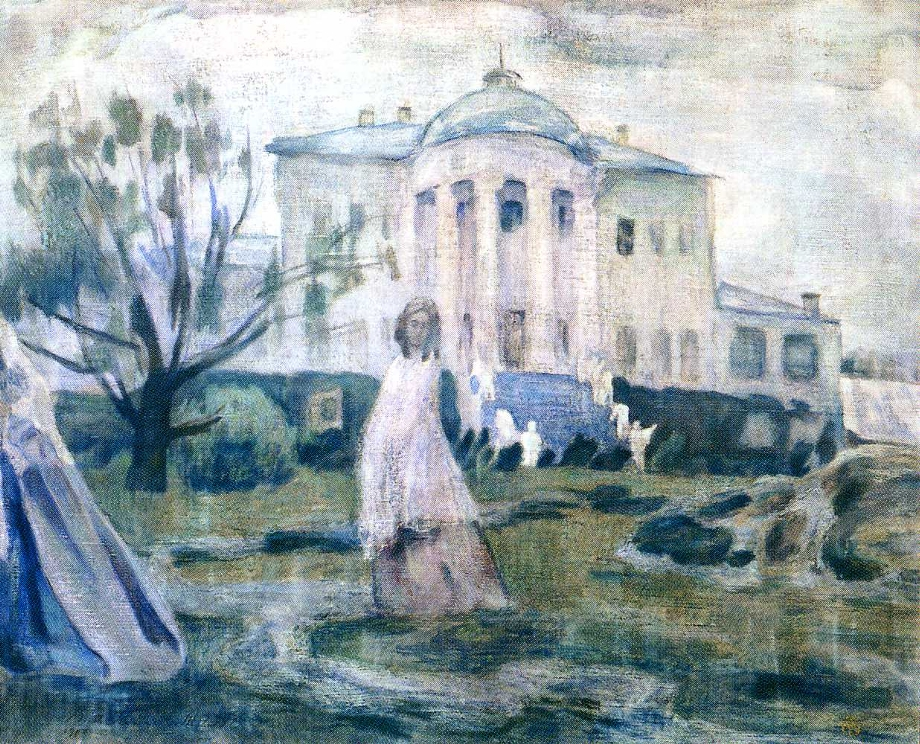
Borisov-Musatov, Fantome (1903)
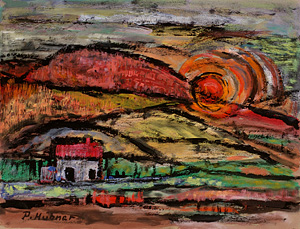
Hübner, Peisaj (1957)